# Janelle Bynum

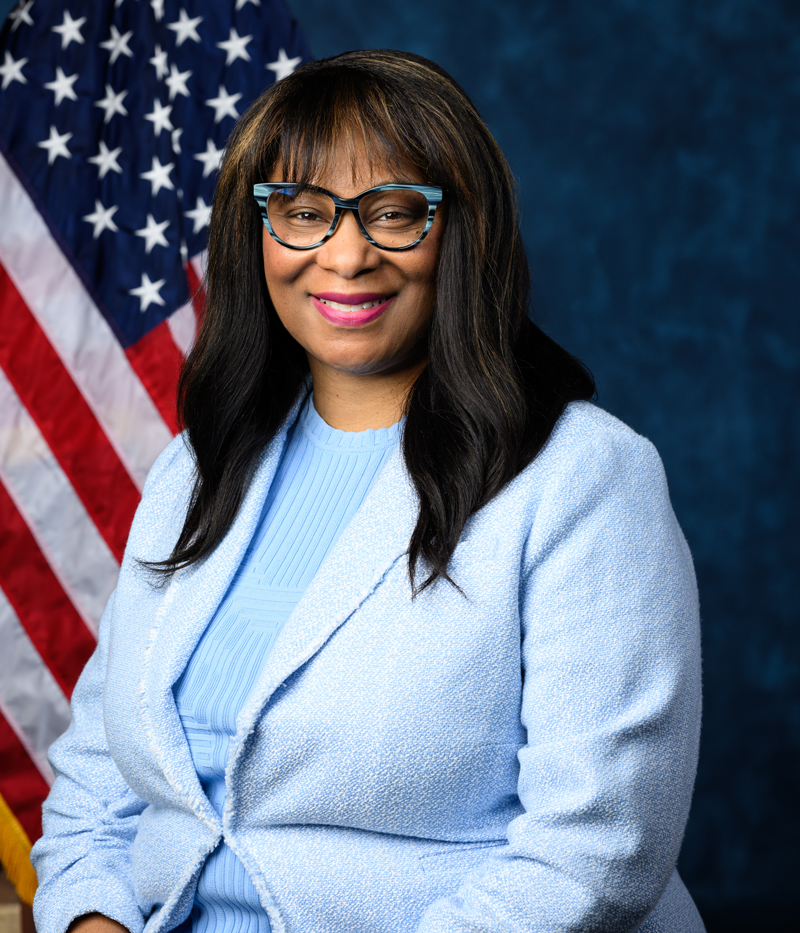
Janelle Bynum (2025)

Janelle Sojourner Bynum (* 31. Januar 1975 in Washington, D.C.) ist eine US-amerikanische Politikerin der Demokratischen Partei. Sie war von 2017 bis Januar 2025 Abgeordnete im Repräsentantenhaus von Oregon und wurde bei der Wahl 2024 in das Repräsentantenhaus der Vereinigten Staaten gewählt, um dort den 5. Wahlbezirk Oregons zu vertreten.

## Leben
Janelle Bynum wurde als Tochter eines Lehrerehepaares geboren. Sie besuchte zunächst öffentliche Schulen in Washington, D.C., schloss die High School aber auf eigene Initiative auf einer Privatschule in Virginia ab.
Sie studierte Elektroingeurswesen an der Florida A&M University und dann an der University of Michigan, wo sie den Grad eines Master of Business Administration erlangte. Danach arbeitete sie sechs Jahren als Ingenieurin in der Automobilindustrie. Beruflich betreibt sie seither als Franchisenehmer McDonald's-Schnellrestaurants. Zum Zeitpunkt ihrer Wahl 2024 betrieb sie vier dieser Restaurants.
Sie ist verheiratet und Mutter von vier Kindern.

## Politik
Die in Happy Valley lebende Bynum gewann bei den Wahlen 2016 zum Repräsentantenhaus von Oregon gegen die Republikanerin Lori Chavez-DeRemer im 51. Wahlbezirk. Sie wurde 2018 und 2020 in dem Bezirk wiedergewählt und repräsentiert ihn bis Januar 2023. Eine für den Januar 2021 angekündigte Herausforderung der Sprecherin des Repräsentantenhauses Tina Kotek stellte Bynum zurück. Sie war nach der Tötung von George Floyd die treibende Kraft im Parlament von Oregon, die 2021 Polizei- und Strafrechtsreformen vorantrieb. Im Wahljahr 2022 trat sie erfolgreich im 39. Wahlbezirk an, um diesen in der Legislaturperiode 2023–2025 im Repräsentantenhaus von Oregon zu vertreten. Die Wahl 2022 war für sie davon geprägt, dass der Wahlbezirk neu zugeschnitten worden war.
2024 gelang es Janelle Bynum, als erste afroamerikanische Person in Oregon in den Kongress der Vereinigten Staaten gewählt zu werden. Sie besiegte in der Wahl die republikanische Amtsinhaberin Lori Chavez-DeRemer. In dieser Wahl waren nach den Wahlen 2016 und 2018 Bynum und Chavez-DeRemer zum dritten Mal gegeneinander angetreten. Bynum hatte in ihrer Kampagne Chavez-DeRemer für ihre Unterstützung Donald Trumps im Präsidentschaftswahl 2024 angegriffen und sich für das Recht auf Schwangerschaftsabbruch eingesetzt. Bynum hatte in der Wahl 47,7 % erhalten, die Republikanerin Chavez-DeRemer 45 % und der Unabhängige Brett Smith 4,7 %.